# BMX

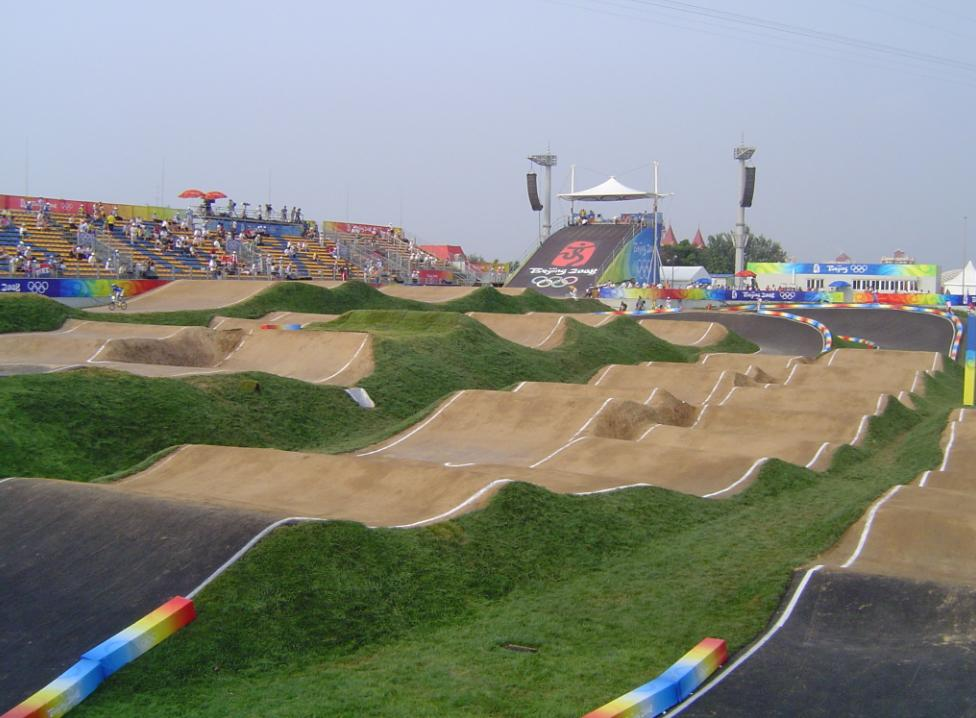
Circuit de BMX de Laoshan (Xina), durant els Jocs Olímpics d'estiu de 2008

BMX, abreviatura anglesa de Bicycle Motocross, és la denominació amb què es coneix universalment el bicicròs, disciplina del ciclisme sorgida d'adaptar el motocròs a la bicicleta que consta actualment de dues variants: Race ("cursa"), consistent a completar el recorregut a un circuit accidentat amb el mínim temps possible, i Freestyle BMX o simplement Freestyle ("estil lliure", també anomenat "ciclisme acrobàtic"), consistent a realitzar tota mena de salts i acrobàcies amb la bicicleta. Tant en l'una com en l'altra, les bicicletes que s'hi fan servir són de mida reduïda, cosa que en permet una major acceleració i control.
L'origen del BMX cal cercar-lo a Califòrnia durant la dècada de 1970, i els primers Campionats del Món es disputaren el 1982. El 1993 la Unió Ciclista Internacional (UCI) reconegué aquesta disciplina i en començà a organitzar el Campionat del Món d'ençà de 1996. Finalment, el BMX fou declarat esport olímpic amb motiu dels Jocs Olímpics d'Estiu de 2008, celebrats a Pequín.
Un dels lemes del BMX és ride or die ("munta o mor").

## Història
Tot i que se n'ha documentat la pràctica als Països Baixos ja l'any 1957, en general s'accepta que el BMX, com el coneixem avui dia, es va originar entre finals de la dècada de 1960 i començaments de la de 1970 al sud de Califòrnia (zona on l'afició al motocròs i al motociclisme en general és molt arrelada), quan alguns joves miraven d'imitar amb les seves bicicletes els seus ídols de l'època: els Robert, De Coster, Pomeroy o Lackey. Aviat, aquest fenomen s'escampà arreu de l'estat i, de retruc, a tots els EUA. S'ha dit que un dels factors que contribuïren al seu èxit inicial fou la pel·lícula On Any Sunday (1971, nominada a l'Oscar al millor documental de 1972). Durant la seqüència d'obertura, es veuen uns nens corrent amb les seves bicicletes per una pista de terra, a imitació dels motociclistes, i aquesta escena ha estat considerada la responsable directa del ràpid creixement del BMX.

### Dècada de 1980: ET i el trialsín
Deu anys més tard, una altra pel·lícula va contribuir a la popularitat d'aquesta pràctica arreu del món: ET, l'extraterrestre (1982), amb profusió de bicicletes corrent pel bosc i la seva famosa escena final, amb els protagonistes envolant-s'hi.

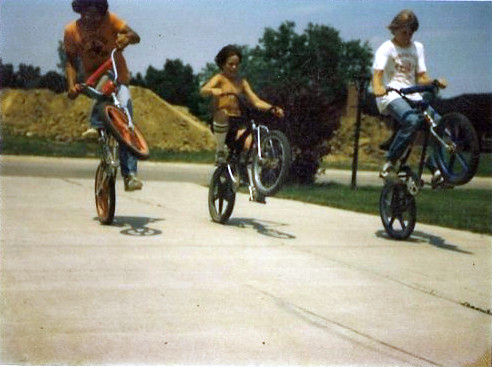
Joves practicant BMX a Califòrnia (1986)

Fou, doncs, durant la dècada de 1980 quan el BMX es consolidà a Europa, pocs anys després que hi hagués penetrat amb força: el 1977 ja era un esport conegut al Regne Unit i cap a la mateixa època començà a ser-ho a Catalunya, on coincidí en el temps amb l'etapa inicial del trialsín (l'equivalent al BMX però enfocat al trial, promogut per Pere Pi). Montesa aprofità que el 1979 treia al mercat les Montesita de trial per a fabricar-ne també un model de BMX, la C-10, i durant anys ambdues modalitats (trialsín i BMX) compartiren protagonisme i es retroalimentaren.
Durant aquella època, un dels impulsors del BMX a Europa fou l'excampió d'Europa de trial Don Smith, qui el 1977 ja havia començat a experimentar amb rodes de BMX. Un cop retirat, es dedicà al seu negoci de bicicletes de BMX i, justament el 1982, publicà una obra de referència sobre aquest esport: Ride It! BMX - The Complete Book of Bicycle Motocross.

### L'aparició del Freestyle
Per bé que inicialment el BMX es practicava només en la modalitat de cursa, ja des de finals dels 70 s'hi començà a introduir la variant Freestyle, força anys abans que es fes el mateix amb el motocròs (el Freestyle Motocross, o FMX, sorgí als estadis de Supercross cap a la dècada de 1990). A mitjan dècada de 1980 aparegueren ja les primeres bicicletes exclusives per a aquesta modalitat i es començaren a fer acrobàcies als skateparks i fins i tot al carrer. En qüestió de pocs anys, aquesta variant esdevingué la més popular i practicada, fins al punt que actualment hom associa el BMX més a les acrobàcies individuals amb bicicleta que no pas a les curses en grup.

### Consolidació esportiva
El 1977, l'American Bicycle Association (ABA) es constituí com a entitat nacional als EUA pel creixement d'aquest esport en aquell país. L'abril de 1981 es fundà la IBMXF (International BMX Federation), la qual organitzà el primer campionat del món el 1982. Des de gener de 1993, el BMX és regulat per l'UCI, i des de juliol del 2008 forma part de les disciplines esportives que integren els Jocs Olímpics.

## Variants

### Race (Cursa)

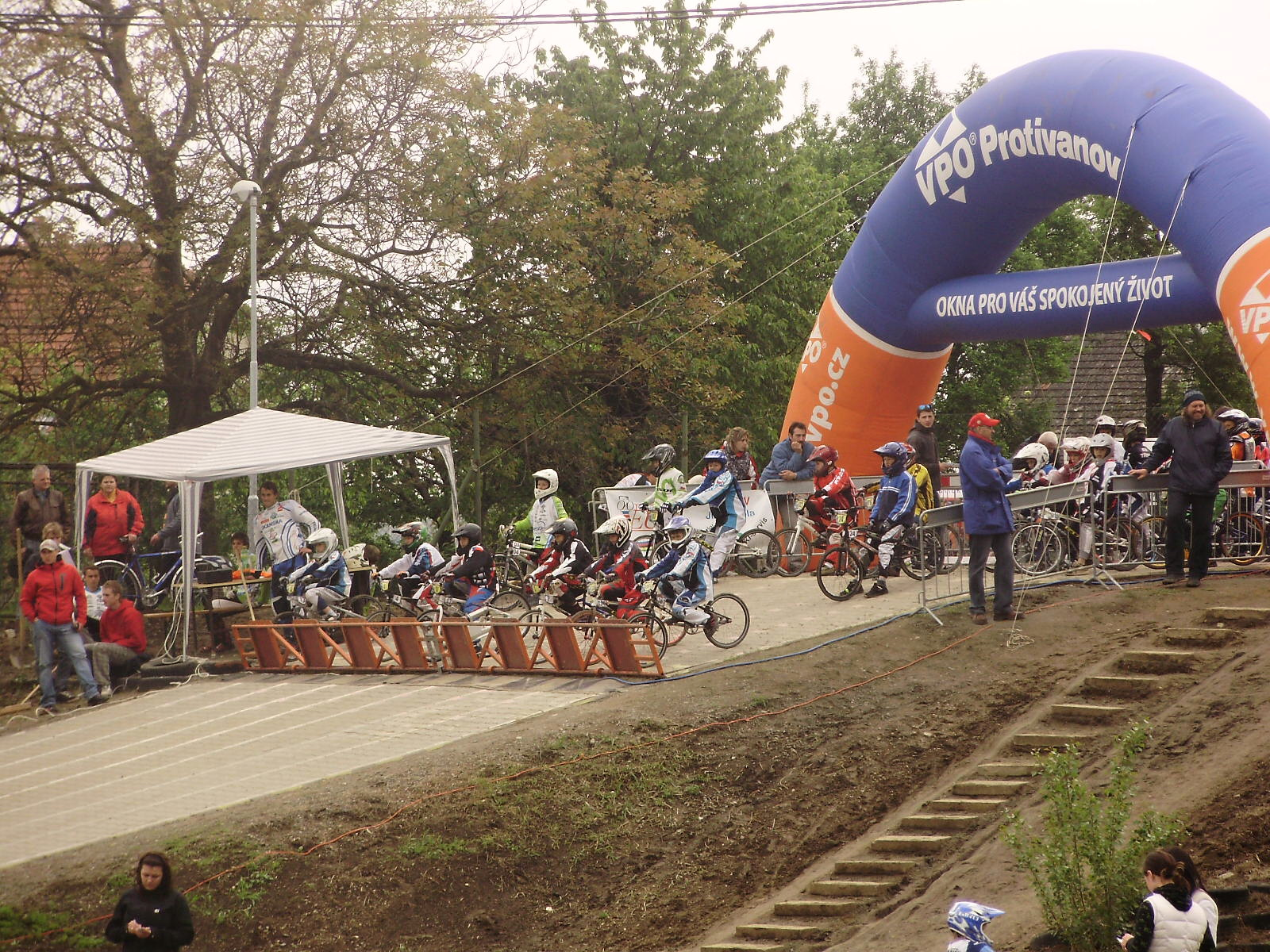
Corredors a la graella de sortida, moments abans de començar una cursa

Es desenvolupa en pistes que emulen els circuits de motocròs. Es practica amb dos tipus de bicicleta, en funció del diàmetre de llanda: 20" i 24". El circuit té una longitud aproximada de 400 metres que els corredors completen aproximadament en 30 segons en una sola volta i guanya el primer que arriba a la meta. Les competicions tenen el mateix format que les d'atletisme en pista: les curses consten de vuit corredors, cadascun dels quals corre pel "carrer" que li han assignat un cop cau la tanca (senyal de l'inici de la cursa). Només passen a la ronda següent els quatre primers classificats, fins a formar una cursa final ("màniga") que decideix el resultat definitiu.
Les instal·lacions modernes per a aquesta modalitat disposen normalment de tanca de sortida amb dos cilindres pneumàtics de gran diàmetre, sistema acústic simultani a l'ordre de sortida i un semàfor sincronitzat. Actualment, el sistema amb què cau la tanca és l'anomenat Random Gate ("porta aleatòria"), en el qual el temps de caiguda de la tanca un cop donat l'avís de sortida és aleatori.
La modalitat race del BMX ha gaudit sempre de gran popularitat: als mundials de 1990, per exemple, hi varen participar pilots dels cinc continents, provinents de 18 països diferents (entre els quals, per primera vegada la Xina), amb un total de 800 participants. Aquesta modalitat és la que reconeix el Comitè Olímpic Internacional (COI) com a esport olímpic i ha estat inclosa en totes les edicions dels Jocs Olímpics d'Estiu d'ençà dels del 2008.

### Freestyle (Estil lliure)

#### Glossari

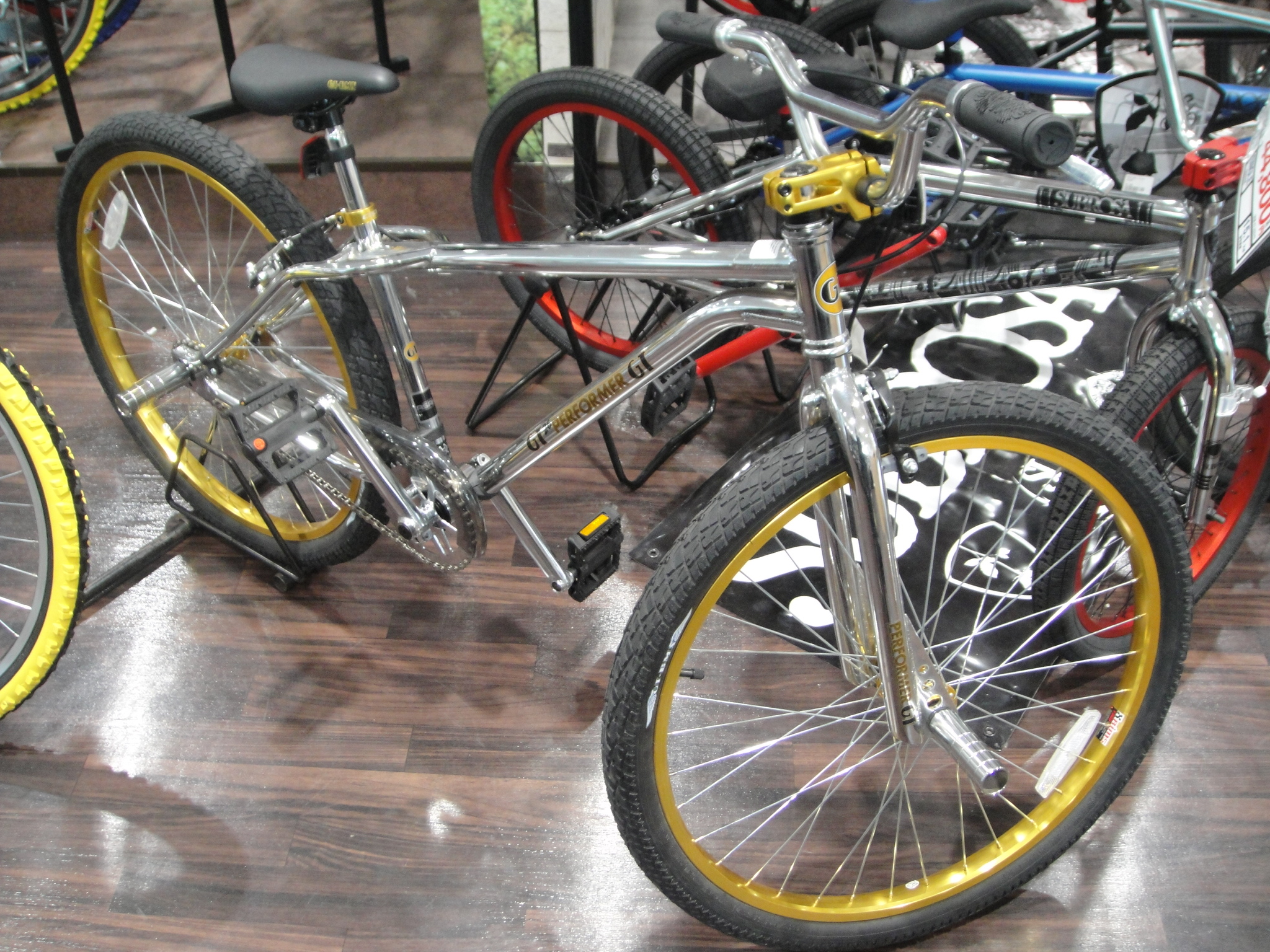
Pegs a ambdues rodes d'una GT de 26"

Essent com és el BMX un esport importat dels EUA, la terminologia que s'hi aplica és bàsicament anglesa, especialment pel que fa a la modalitat del freestyle. Tot seguit s'expliquen alguns dels seus conceptes genèrics més habituals:
- Rider: "genet", "pilot", "ciclista", aplicat tant als ciclistes que corren en modalitat race com als especialistes en acrobàcies de freestyle.
- Bike: "bici", forma usual d'anomenar la bicicleta.
- Trick: "truc", designa les habilitats o acrobàcies que executa l'especialista en freestyle.En moltes competicions hi ha un apartat anomenat best trick (millor truc), on els jutges avaluen el grau de dificultat de l'acrobacia.
- Pegs: "clavilles" (traduïble per "estreps"), són els suports que es collen als eixos de les rodes per a recolzar-s'hi o enfilar-s'hi en fer els trucs. Són fets de chromoly (aliatge d'acer que inclou crom i molibdè), alumini mecanitzat o, els de la darrera fornada, plàstic.
- Flip: "volta", "sacsejada", designa tota mena de voltes sobtades que es fan amb la bicicleta o els seus components (pedals, manillar…)
- Grab: "agafar", referit al fet d'agafar-se o subjectar-se, tant a una part de la bicicleta com a elements urbans tipus voreres, bancs, etc.
- Grind, "grinyolar", consisteix a lliscar sobre les superfícies tot fent servir els pegs (d'aquí el grinyol que fan en fregar el terra) tot i que també es pot fer amb qualsevol altra part de la bicicleta. El verb anglès to grind ha produït l'adaptació catalana "grindar" en l'argot del BMX.

Nota.- Per a l'extensa terminologia referida als trucs, vegeu la secció Trucs bàsics

#### Modalitats
Dins el Freestyle s'hi distingeixen cinc modalitats ben diferenciades entre si:

##### Dirt jump
"Salt sobre terra": Consisteix a fer salts acrobàtics tot fent servir rampes de terra.

##### Flatland

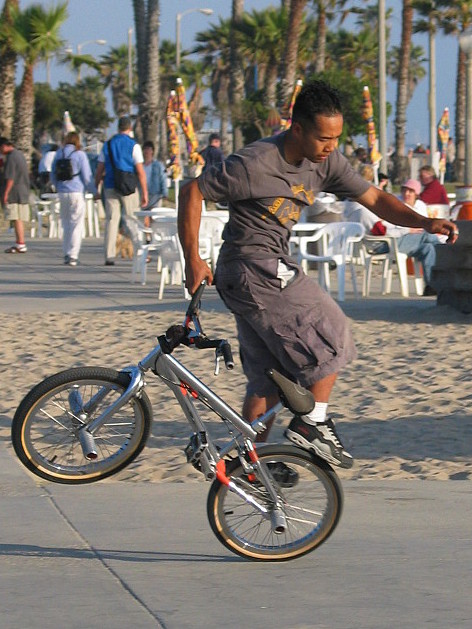
Especialista en Flatland fent un "truc"

"Terreny pla": Les acrobàcies es fan en una superfície plana de formigó o paviment. Es tracta de fer girs posant-se dret als pegs, al quadre, al manillar... L'equilibri i concentració necessaris fan d'aquesta disciplina una de les més difícils de dominar. Les bicicletes que s'hi fan servir acostumen a tenir formes especials per a millorar-ne l'equilibri.

##### Park
També anomenada skatepark: Consisteix a fer acrobàcies fent servir un conjunt de rampes i altres obstacles de formigó o fusta, en un emplaçament anomenat park (equivalent als skateparks), on el rider mira de formar "línies" i encadenar una pirueta amb l'altra, passant de l'un obstacle a l'altre amb fluïdesa.
Les habilitats més usuals en aquesta modalitat són els Barspin, Tailwhip, X-Up, Crankflip (fer voltar les bieles 360°) i trucs més extrems, com ara els backflip, frontflip i superman (amb la variant seatgrab, "agafat al selló"). Fins i tot es poden fer trucs de grind ("grinyolar") o grab ("agafar-se") a les vores de les rampes, més habituals a la modalitat Street. També són comuns trucs executats en pujar al caire de la rampa, com ara el tailtap (fer el manual sobre la superfície horitzontal de la rampa i tornar a caure).
1. ↑  Vegeu la secció "Trucs bàsics"

##### Vert
Rampa especial per a esports de risc: Per a practicar aquesta modalitat cal comptar amb una rampa de fusta amb, com a mínim, una secció completament vertical a la part superior. Aquesta secció permet al rider de saltar verticalment en fer els seus trucs i tornar a caure a la mateixa rampa. En general, les rampes són construïdes amb una configuració anomenada half-pipe (migtub). Els trucs són semblants als de la modalitat Park, tret que no es canvia de rampa, i els "aeris" (vols en saltar des de la rampa) solen ser molt més alts.

##### Street
"Carrer": En aquesta modalitat es fan servir obstacles del carrer, és a dir, elements del mobibliari urbà (spots). Exemples d'aquests obstacles són bancs, baranes, parets, plans inclinats, escales i en definitiva qualsevol element urbà en què el rider vulgui aplicar la seva tècnica.
En aquesta modalitat és on són més freqüents els següents trucs: grind, fifty grind (amb dos pegs, a esquerra o dreta), feeble grind ("grinyol feble": roda anterior i peg del darrere), Smith (peg anterior i roda posterior), crooked ("tort", amb el peg anterior i posterior a costats oposats). Els riders amb molta experiència fins i tot executen trucs com ara el tailwhip en pla, sense rampa. El manual és un dels trucs bàsics, que permet inesgotables combinacions d'altres trucs (combinacions anomenades "combos"). El nosemanual és un dels altres trucs d'equilibri, alhora que són també trucs típics de street el fufanu i l'abubaca. De fet, n'hi ha infinitat d'executables en aquesta modalitat, amb l'única limitació de la imaginació, creativitat i tècnica de cada rider.

#### Trucs bàsics
- Bunny hop ("Salt del conill"): És el salt bàsic de BMX. Consisteix a estirar el manillar i empènyer-lo després cap al davant mentre es recullen les cames, per deixar que la bicicleta s'enlairi. El bunny hop és una tècnica semblant a la de l'Ollie (salt en monopatí, anomenat així pel seu creador Alan "Ollie" Gelfand) i consisteix a saltar amb la bicicleta sense ajuda de la inèrcia, és a dir, depenent de la forca mecànica del rider. Per fer un bunny hop primer cal tirar el pes del cos cap enlaire i recollir la bicicleta tot aixecant els peus i estirant el manillar cap amunt, després, ja a l'aire, s'ha d'empènyer una mica el manillar cap endavant per tal d'igualar l'altura de totes dues rodes. L'alçada del salt depèn de com d'amunt s'aixequin els peus (sense treure'ls dels pedals i sense pedalar).
- Nollie: És un salt com el bunny hop però invertit. Primer es llança el pes del cos cap al davant per a aixecar la roda posterior mentre s'encongeixen els braços. Després s'estiren els braços amb força per a llançar el cos cap enlaire i es tornen a recollir perquè la bicicleta pugi. És un truc molt difícil que es fa servir per a baixar esglaons de costat, ja que en aquest cas no cal saltar gaire.
- Fakie ("falset"): Consisteix a anar en sentit contrari a la direcció natural de la bicicleta, és a dir, cap endarrere. Per a això cal pedalar cap endarrere, perquè la bicicleta no es freni, tot i que es pot fer servir un pinyó del tipus freecoaster que permet anar cap enrere sense pedalar. Qualsevol truc a què s' afegeixi el qualificatiu fakie significa que es fa tot desplaçant-se cap enrere.
- Rollback o half cab ("desfer" o "mitja cabina"): Girar 180 graus la bicicleta a terra per a canviar el sentit de la marxa. Es fa servir per a sortir del fakie.
- 180° Bunny hop: Es fa un salt des del terra i es gira 180 graus en l'aire. Es fa servir per a començar un fakie, ja que l'aterratge es fa cap enrere.
- 360°: Consisteix a fer un tomb complet sobre un mateix. No té res a veure amb els 180°, ja que aquest s'executa d'una manera diferent.
- Manual: Desplaçar-se en equilibri sobre la roda posterior sense pedalar, ajudat únicament pel pes del teu cos llançat cap endarrere. S'aconsella als principiants d'ajudar-se amb el fre per a evitar caure cap enrere.
- Nose manual ("Manual de nas"): Desplaçar-se en equilibri sobre la roda del davant únicament. Per a començar és convenient fer servir el fre anterior per a col·locar-se en posició. Estrictament parlant, el nose manual s'ha de fer en moviment; si es fa aturat s'anomena Endo o Invert.
- Tailwhip ("fuetada de cua"): Consisteix a girar el quadre de la bicicleta 360°, mantenint fix el manillar (semblant a l'hèlix dels helicòpters).
- Barspin ("gir de barra"): Consisteix a girar el manillar 360°.
- X-Up: És molt semblant al Barspin però el manillar gira només 180° i es forma una X amb els braços. El X-Down és idèntic però en direcció contrària.
- Footjam ("blocatge de cama"): Consisteix a posar un peu (generalment el més avançat) sobre la roda del davant provocant que la bicicleta faci una cabriola. Existeix una variant anomenada Footjam Tailwhip que combina els dos trucs.
- Tabletop ("superfície de la taula"): Consisteix literalment a "plegar" la bicicleta cap a un costat. Tot i semblar un truc fàcil, requereix molts mesos de pràctica. Si la bicicleta queda a l'altura del rider se li diu Invert.
- No Hand/Foot ("sense mans/peus"): És un truc que consisteix a llevar totes dues mans del manillar i tornar-les-hi a posar. Generalment s'agafa el quadre amb els genolls tot enlairant-lo de manera que el manillar toqui la panxa i es deixen anar les mans. El No Foot consisteix a deixar anar els peus dels pedals i fer el que es vulgui. El No footed Can Can és una variació del no foot que consisteix a treure les cames dels pedals i estirar-les cap a un costat de la bicicleta, com si es donés una puntada de peu a l'aire.
- One Hand/Foot ("Una mà/peu"): Exactament igual que els anteriors però deixant anar una sola mà o peu. Tenen múltiples combinacions (x-up one hand, tabletop one foot, one hand one foot...)
- Backflip ("volta cap endarrere"): És un dels trucs més difícils, consistent a fer una volta cap enrere. També existeix el frontflip que és el mateix però fent una volta cap endavant (molt més complicat que el backflip) i el double backflip, consistent en dos backflips consecutius.
- Turndown ("neteja"): Consisteix a estirar les cames al màxim i creuar el manillar per darrere d'aquestes.
- Nothing ("res"): Consisteix a deixar anar la bicicleta per complet, mirant d'aconseguir que el cos quedi com una estrella de mar.

## La bicicleta de BMX
Durant les dues primeres dècades de popularitat (1970 i 1980), les bicicletes de BMX es varen anar modificant molt ràpidament. Les primeres eren molt pesants i incorporaven dos frens que s'unien mitjançant un rotor per a permetre girar el manillar.
Les bicicletes actuals són de mida petita (les rodes tenen un diàmetre de 20"), per a aconseguir la màxima manejabilitat. Els quadres acostumen a ser fabricats de chromoly 4130 i solen ser una mica més llargs per a Vert i Dirt jump (21" o 21,5") i més curts per a Street (20,75" o 20,5"). La mida del plat canvia depenent de la modalitat. En Vert, Flatland i Street es porten sovint petits, amb relacions que varien de 25 a 30 dents, sobretot per lleugeresa i comoditat (un plat petit no topa amb les superfícies a l'hora de lliscar). Els plats més grans (35 a 40 dents) s'empren en Dirt jump i Race per a obtenir més velocitat, atesa la mida superior del plat, però s'estan abandonant pel seu pes elevat.
El rotor és sovint emprat en Flatland i Vert, per a poder giravoltar el manillar sense problemes amb els frens, i en Street és substituït per un cable que permet, atesa la seva longitud, donar almenys una volta al manillar. Fins i tot es poden eliminar els frens, cas en el qual la bicicleta s'anomena Brakeless ("sense frens"). Els pegs s'acostumen a fer servir en la majoria de modalitats tret del Dirt Jump i Race, essent utilitzats en rampa per a fer stalls (clavar-se en el cavalló de la rampa) i trucs com ara mantenir-se sobre un peg, etc. En Street, solen ser més llargs i resistents del que és habitual per a permetre lliscar sobre ciment, baranes, bancs...

### Fabricants
Actualment hi ha diversos fabricants especialitzats en BMX, com ara la nord-americana GT, pionera en el sector (s'hi dedica des que va néixer aquest esport), tot i que darrerament es troba en hores baixes. D'altres marques més modernes són:
| - Asfalt - Demolition - DK - Dragonfly - Eastern bikes - Feltbikes - Fitbikeco - FlyBikes - Haro - Mirraco | - MTNTbikes - Monty - Mutiny - ODI - Odyssey - Profile Racing - Proper - Redline - Shadow Conspiracy - Wethepeople |

Hi ha diversos acords entre la majoria de fabricants, com ara per exemple a les caixes de pedaler: El 2005, FlyBikes va crear l'"Spanish BB", un pedaler (bottom brakes) més compacte i resistent, que no es trencava tan fàcilment com l'"Euro" o l'"American BB", desenvolupat amb acord previ entre algunes empreses. D'altres no van acceptar el nou pedaler de FlyBikes, com ara Fitbikeco, que va crear la seva pròpia solució, el "Mid BB" (també anomenat "Fit BB"), de mida a mig camí entre les mitjanes de l'americà i el spanish però amb major resistència i pes pràcticament igual. Actualment la majoria de fabricants munten aquests dos sistemes, ja que l'"Euro BB" i l'"American" estan desapareixent a les bicicletes de gamma alta.

## El BMX a Catalunya
A Catalunya, tal com passa amb el bicitrial, el motocròs amb bicicleta és una activitat que podria haver sorgit gairebé al mateix temps que el motoritzat, si més no de forma inconscient: molts joves afeccionats a aquest esport que, per motius d'edat, no podien conduir una motocicleta, emulaven els pilots que admiraven amb les seves bicicletes, sovint simples models de passeig BH o similars. Tot i no estar documentat quan començà aquesta pràctica, podria haver estat ben bé a mitjan dècada de 1960 (època en què el motocròs gaudia de gran seguiment a Catalunya, amb pilots que aixecaven passions com ara Pere Pi, Oriol Puig Bultó o José Sánchez).

### Els 70, "motocròs amb bicicleta"
El que sí que és verificable és que a mitjan dècada de 1970 era habitual entre la mainada i els adolescents "fer motocròs" (com se'n deia aleshores) amb la bicicleta, si més no en entorns rurals o suburbans.

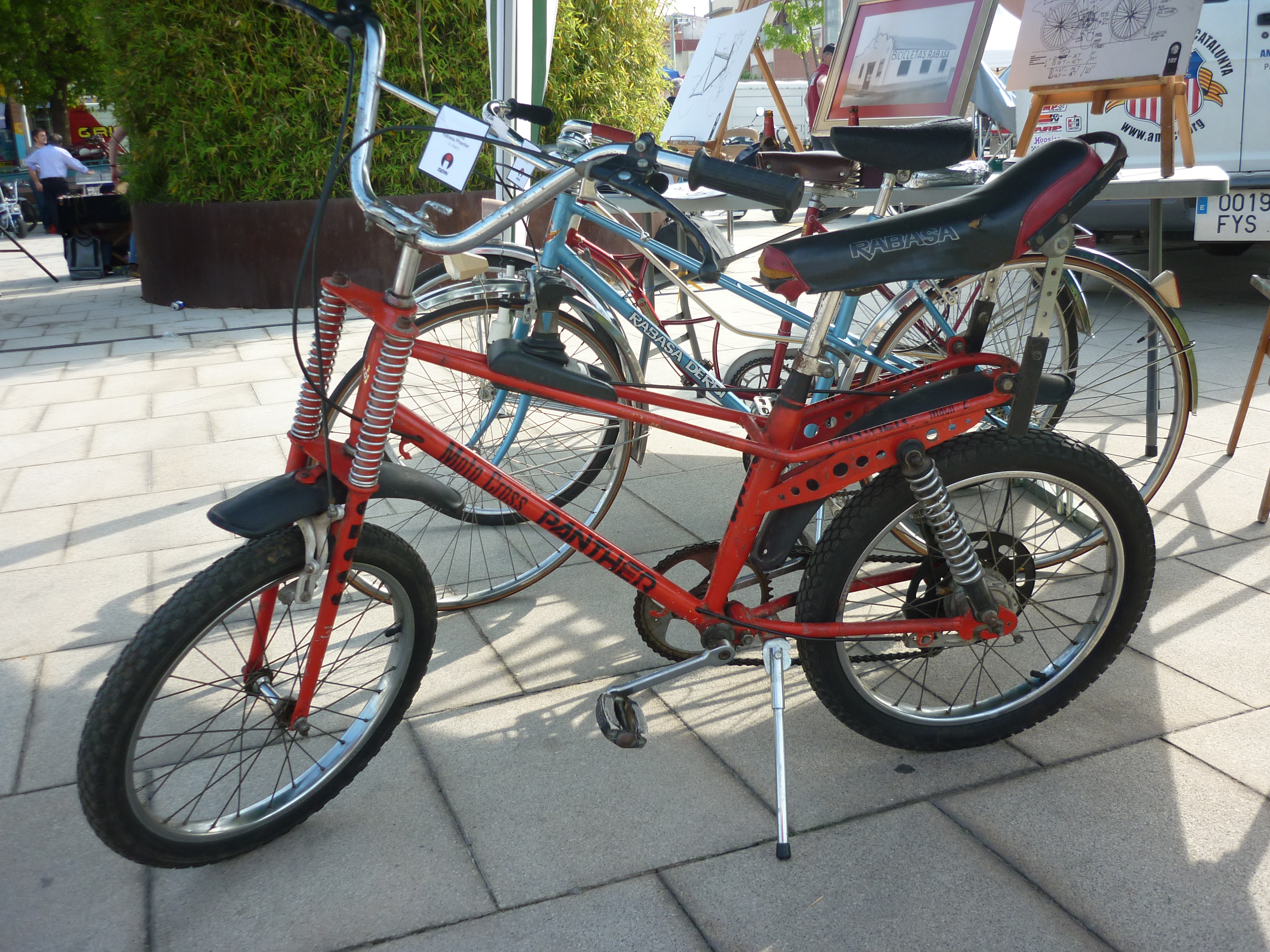
Una Rabasa Derbi Panther Cross dels volts de 1981

Era més un entreteniment que no pas una pràctica competitiva, però arribà a esdevenir una "moda" i molts nois adaptaven com podien les bicicletes (BH, Rabasa Derbi, Orbea, GAC, Torrot i similars) per tal de fer-les més lleugeres i poder-hi saltar millor: el més corrent era llevar-ne els parafangs, l'enllumenat, els porta-paquets i tota la resta d'equipament innecessari, però hi havia fins i tot qui en canviava el manillar per un de motocicleta de motocròs, considerat llavors el súmmum de sofisticació. Els llocs preferits per a practicar eren els descampats, erms, camins i fins i tot solars d'obres i patis de col·legi, així com zones poc costerudes d'algun dels abundants circuits de motocròs que hi havia aleshores (un dels molts que aplegava sovint joves ciclistes era el de Can Nolla, a Premià de Dalt). Es tractava de trobar terrenys raonablement accidentats on poder derrapar i saltar, i sovint s'organitzaven "curses" que reunien força joves participants i espectadors.
L'auge que prenia aquesta moda va fer que, cap a 1975 o 1976, diversos fabricants traguessin al mercat models de bicicleta batejats com a "cross" o "bici-cross" que, tot i la denominació, no eren més que bicicletes de passeig amb selló allargat, rodes de tacs i manillar ample, tipus motocròs (fou una mena de bicicleta que s'anomenà també muscle bike). Durant aquella època aparegueren la GAC Motoretta, la Rabasa Derbi Super Cross (que donà pas anys després a la Panther Cross), la Torrot Cross, etc. Dins d'aquesta tendència, dos dels models més famosos varen ser la BH Bicicross i la ja esmentada Rabasa Derbi Panther.

### Els 80, "trialsín" i BMX
Arribats a la dècada de 1980, la situació feu un tomb gràcies a dos esdeveniments gairebé simultanis: la popularització del BMX arribat directament dels EUA i el llançament del trialsín per part de Montesa.
D'una banda, la creixent puixança d'aquest esport arreu d'Europa el feu arribar a Catalunya cap a 1977 o 1978, ara ja amb el format de competició que coneixem avui. Això provocà que apareguessin finalment bicicletes específicament dissenyades per a la seva pràctica i no meres imitacions com abans: les primeres bicicletes de BMX de competició fabricades en sèrie a l'estat espanyol varen ser la Montesita C-10 de Montesa (1979) i la Meteor de BH (sembla que fou entre 1978 i 1980). D'altra banda, Pere Pi aconseguí que la RFEC reconegués el 1980 la nova modalitat que acabava de llançar, el trialsín, i al moment de fer-ho s'aprofità per a regular també el BMX: se'n crearen les comissions catalana, espanyola i internacional (les mateixes que coordinaven també el trialsín), totes tres presidides per Pi. A partir d'aleshores, allò que no havia passat de ser un entreteniment juvenil esdevingué un autèntic esport de competició amb curses, campionats i federacions que el regulaven. Val a dir que, al mateix temps que comercialitzava la C-10, Montesa intentà popularitzar la denominació de Crosssin per a aquest nou esport (tal com havia fet amb èxit amb el trialsín pel bicitrial), però en aquest cas la idea no va quallar, com tampoc la denominació oficial, bicicròs, i avui dia el BMX és conegut de forma unànime amb la seva denominació anglesa.
Les primeres curses de bicicròs a Catalunya es disputaren a Palau-solità el 1981, promogudes pel fabricant de bicicletes de Sant Feliu de Codines Josep Figueras i pel periodista i fotògraf d'aquesta especialitat i fill de Palau-solità en Joan Ventura, i gestionades per la Comissió Nacional de Trialsín i BMX (CNTB), presidida per Pere Pi. Impulsada per la Federació Catalana de Ciclisme (FCC), aquesta comissió fou l'origen de la Comissió Catalana de BMX.

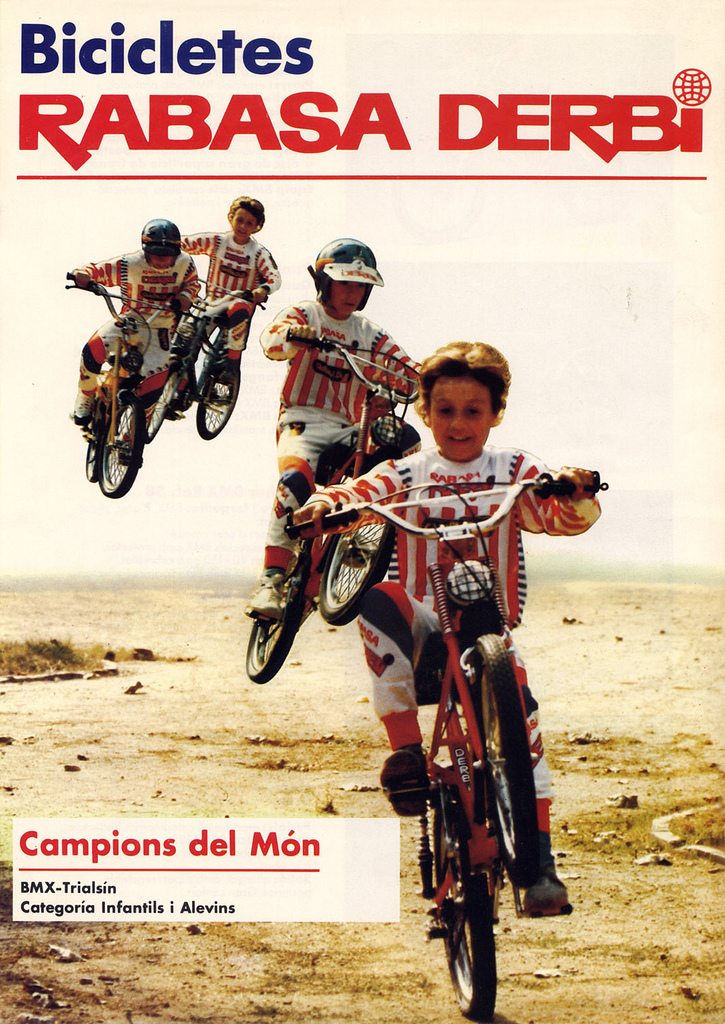
Pòster publicitari de les Derbi Panther Cross de BMX, a començaments dels 80

Un factor determinant per a la consolidació del BMX arreu del món i especialment a Catalunya fou la pel·lícula ET, l'extraterrestre, estrenada el 1982, quan tot plegat estava tot just començant. Feia poc que la CNTB havia endegat una campanya de construcció de circuits, arribant a construir-se'n 24 a Catalunya en qüestió de pocs anys (tot i que no duraren gaire: un seguit d'aiguats se'ls van endur gairebé tots, per la manca de pressupostos, ja que cap ajuntament no arriscava gaires diners en un esport poc conegut com era llavors el BMX). Un dels clubs més importants i involucrats de l'època va ser el club BMX Les Arenes de Terrassa (actualment anomenat BMX Terrassa), dirigit per Antoni Diaz, qui va dedicar moltes hores a fer circuits i a promocionar l'esport. Un altre club destacat fou el Club BMX Sant Andreu de la Barca, dirigit per Santi Moreno i Lluís Oulego. Tots dos clubs han organitzat centenars de competicions puntuables per a campionats de Catalunya, estatals i alguns d'internacionals, a més de tenir un equip de pilots de primer nivell. A banda, han destacat també el Velòdrom de Barcelona i, a nivell de Països Catalans, hi ha hagut també molta afició a Alacant.
Inicialment, l'única modalitat de BMX practicada a Catalunya era la de cursa (race) i els primers pilots destacats solien provenir del trialsín: Antonio Talavera, Carles Montaner, Ot Pi, Santi Moreno (més tard, actiu organitzador a Sant Andreu de la Barca) i altres. La primera edició dels Campionats de Catalunya de BMX tingué lloc a l'octubre del 1982, organitzada per la Comissió Nacional i la FCC en quatre seus (Mollet del Vallès, Sant Andreu de la Barca, Esplugues de Llobregat i Berga) i en diferents categories per edats. L'any següent, 1983, s'organitzà la primera edició del Trofeu de la Generalitat de BMX, de set proves; la primera fou la de Sant Andreu de la Barca, al novembre, i la darrera, a Montgai: com a exemple de l'embranzida inicial del BMX a Catalunya, en aquella ocasió la CNTB col·laborà amb el Motoclub Segre per a organitzar una màniga de BMX puntuable per al Trofeu al Circuit El Cluet de Montgai, coincidint amb el Gran Premi d'Espanya de Motocròs, aplegant-s'hi més de 20.000 espectadors. Amb el temps, tant el Campionat de Catalunya com el Trofeu Generalitat passaren a disputar-se en una sola cursa. Anys després s'inicià la Lliga Catalana de BMX dividida en mànegues.
El 1984, la Comissió Catalana de BMX rebé l'encàrrec de la Federació Espanyola de Ciclisme de reglamentar tota la competició i el calendari d'aquest esport a nivell estatal. Aquell mateix any, organitzà el primer Campionat d'Espanya en cinc seus (entre d'altres, al circuit annex al Velòdrom d'Horta). Entre els campions destacaren els catalans Jaume Moreno (juvenils), posteriorment quatre cops campió d'Espanya, i Jeroni Llopart (cadets). Durant els primers anys sorgiren part dels millors talents catalans, com Edgar Busquets –guanyador de la Copa d'Europa del 1984–, Ot Pi, Carles Barcons i Marta Álvarez, campions estatals. Més endavant despuntaren pilots com Manel Ibars, Juan Manuel García i Beatriz Ibáñez, amb un important palmarès estatal i fites internacionals.
D'ençà de 1983, en deixar-se de fabricar les Montesita, Monty n'agafà el relleu i continuà produint bicicletes tant de trialsín com de BMX. El pilot de la casa, Ot Pi, aconseguí amb una d'aquestes bicicletes el Subcampionat del Món de BMX a Jesolo (Itàlia) el 1986.

### Els 90, arriba el Freestyle
Durant la dècada de 1990 es comença a popularitzar a Catalunya la modalitat freestyle del BMX. Des d'aleshores fins a l'actualitat, alguns dels millors especialistes catalans, tant en aquesta modalitat com en race, han estat Sergio Díaz (Campió d'Europa el 1987, a 7 anys), la seva germana Ivana Díaz (subcampiona d'Europa el mateix 1987), David Benito (el primer autèntic especialista en Freestyle) i Josep Marcos.
En aquella època, a banda dels històrics circuits de Les Arenes a Terrassa i de Sant Andreu de la Barca, la infraestructura relacionada amb el bicicròs a Catalunya s'anà ampliant gradualment amb d'altres sota la gestió de clubs de bicicròs locals, com ara els de Santa Perpètua de Mogoda, Gènesis-Horta a Barcelona, La Clau-Sant Llorenç Savall o Vila-sana.

### Actualitat
El 2007, el Club BMX les Arenes de Terrassa fou l'organitzador de la primera edició de l'Obert Internacional de BMX, amb més de 200 pilots participants i victòria de Rafael Sánchez Lara. A començaments del 2010, la Federació Catalana de Ciclisme homologà el primer reglament i la primera Comissió de Freestyle, amb Lluís Calafell com a primer president, la qual organitzà la primera Copa Catalana a Cerdanyola del Vallès la diada de l'Onze de Setembre d'aquell mateix any.
Els primers riders "actuals" apareixen a petites poblacions, on construeixen els seus propis salts de terra, mentre que a les grans poblacions i ciutats els primers riders començaren a envair els skateparks, que són utilitzats pels skaters, on sovint hi ha disputes entre els uns i els altres. Les modalitats que més es practiquen actualment a Catalunya són les de Skatepark, Street i Dirt jump. Els principals focus del BMX a Catalunya són Igualada i Barcelona, ja que s'hi fan competicions de nivell internacional en què participen els millors riders del món. A Igualada s'hi celebra el BikeParadise al setembre, i a Barcelona el Movistar Barcelona Extreme i el BikeShow al juny.